# Tokyu Harvest Cup 2011
Il Tokyu Harvest Cup 2011 è stato un torneo professionistico di tennis femminile giocato sul sintetico. È stata l'8ª edizione del torneo, che fa parte dell'ITF Women's Circuit nell'ambito dell'ITF Women's Circuit 2011. Si è giocato a Hamanako in Giappone dal 24 al 30 ottobre 2011.

## Partecipanti

### Teste di serie
| Nazionalità | Giocatrice              | Ranking* | Testa di serie |
| ----------- | ----------------------- | -------- | -------------- |
| Rep. Ceca   | Karolína Plíšková       | 174      | 1              |
| Rep. Ceca   | Kristýna Plíšková       | 176      | 2              |
| Giappone    | Junri Namigata          | 202      | 3              |
| Thailandia  | Varatchaya Wongteanchai | 219      | 4              |
| Giappone    | Sachie Ishizu           | 222      | 5              |
| Giappone    | Akiko Ōmae              | 255      | 6              |
| Giappone    | Erika Takao             | 286      | 7              |
| Giappone    | Shiho Akita             | 318      | 8              |

- Ranking al 17 ottobre 2011.

### Altre partecipanti
Giocatrici che hanno ricevuto una wild card:
- Mana Ayukawa
- Mari Inoue
- Misaki Mori
- Kei Sekine

Giocatrici che sono passate dalle qualificazioni:
- Chan Wing-yau
- Miharu Imanishi
- Kazusa Ito
- Mai Minokoshi
- Miki Miyamura
- Chihiro Nunome
- Sakiko Shimizu
- Aki Yamasoto

## Campionesse

### Singolare
Karolína Plíšková ha battuto in finale  Junri Namigata con il punteggio di 6–2, 7–6(4)

### Doppio
Natsumi Hamamura /  Ayumi Oka hanno battuto in finale  Huynh Phuong Dai Trang /  Varatchaya Wongteanchai con il punteggio di 6–3, 6–3